# Champagne-sur-Vingeanne
Champagne-sur-Vingeanne är en kommun i departementet Côte-d'Or i regionen Bourgogne-Franche-Comté i östra Frankrike. Kommunen ligger i kantonen Mirebeau-sur-Bèze som tillhör arrondissementet Dijon. År 2022 hade Champagne-sur-Vingeanne 313 invånare.

## Befolkningsutveckling
Antalet invånare i kommunen Champagne-sur-Vingeanne
Referens:INSEE